# Walter Loomis Newberry
Pour les articles homonymes, voir Newberry.
Walter Loomis Newberry, né le 18 septembre 1804 à South Windsor (Connecticut) (dépendant alors d'East Windsor) et mort sur l'Océan Atlantique le 6 novembre 1868, est un homme d'affaires et philanthrope américain.

## Biographie

### Famille
Issu d'une famille d'origine anglaise installée en Amérique depuis les années 1630, Walter Loomis Newberry est le cadet des fils du capitaine Amasa Newberry (1752-1835), vétéran de la Guerre d'indépendance et propriétaire agricole. Son nom intermédiaire vient du patronyme de sa grand-mère maternelle, Margaret Warner, née Loomis.
L'un des frères aînés de Walter est Elihu Newberry (1788-1860), père du parlementaire John Stoughton Newberry (1826-1887), représentant du Michigan dont le nom a été donné à une ville de cet État, et grand-père de l'homme politique Truman Handy Newberry (1864-1945). Un autre membre de la fratrie, Amasa Stoughton Newberry (1802-1858), est le père du général Walter Cass Newberry (1835-1912), représentant de l'Illinois.
En 1842, Walter L. Newberry épouse Julia Butler Clapp (1825-1885). Le couple a quatre enfants, dont deux garçons morts en bas âge et deux filles, Mary Louise (1845-1874) et Julia Rose (1853-1876).

### Débuts
Après avoir passé son enfance à la ferme de son père, à Sangerfield, dans l'État de New York, Walter Loomis Newberry étudie dans un établissement de Clinton. Vers 1820, il tente d'entrer à l'Académie militaire de West Point mais il est recalé à suite de la visite médicale. Il rejoint alors son frère aîné Oliver Newberry (1789-1860), qui dirige depuis 1816 une entreprise commerciale de transport de marchandises à Buffalo. En 1826 ou 1828, il accompagne Oliver à Détroit (Michigan), où il établit avec succès une entreprise de biens manufacturés.

### Notable de Chicago

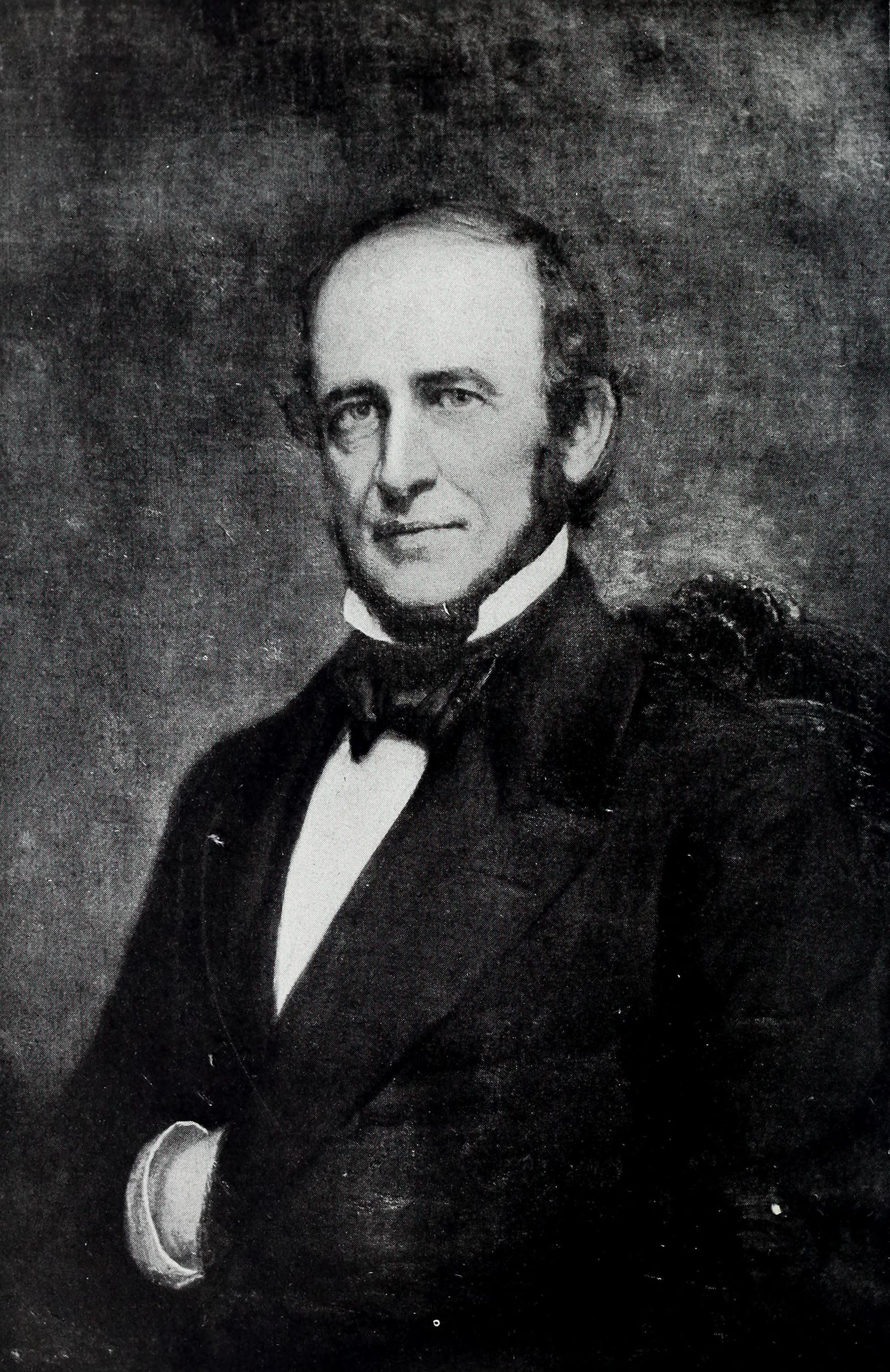
Reproduction ancienne d'un portrait de Newberry par Healy (1875) conservé à la Newberry Library.

En 1833, Walter et Oliver Newberry s'associent à Lewis Cass et William B. Astor pour investir dans l'achat de terrains dans l'État du Wisconsin, à Green Bay et à Milwaukee, ainsi que dans le Michigan, à Calumet, et dans l'Illinois, à Chicago. Walter s'installe dans cette dernière ville, où il entre comme associé dans une firme établie par son aîné, la Newberry & Dole, et d'où il dirige son empire immobilier ainsi que des établissements bancaires, la firme Newberry & Burch puis la Merchant's Loan and Trust Company. Il devient également l'un des principaux promoteurs et le quatrième président (1859-1862) de la compagnie de chemin de fer Galena & Chicago Union Railroad, dont la ligne est mise en service en 1848, et qui fusionnera en 1865 avec la Chicago and North Western Railway.
Notable et philanthrope chicagoan, Newberry cofonde (1841) puis préside la Young Men's Association, qui gère une bibliothèque associative. Il siège à la commission municipale de la santé en 1855 et aussi, pendant quatre ans, au conseil d'administration des écoles de la ville. En 1862, il crée une fondation destinée à financer les achats de manuels et d'autres fournitures scolaires pour les enfants défavorisés. En 1863, il est élu président de la Chicago Historical Society, fonction qu'il exerce durant quatre  ou six années.

### Mort
Souffrant de problèmes de santé, Newberry passe régulièrement les hivers dans le sud de la France, une région qu'il a découverte lors d'un voyage en 1857. En novembre 1868, il tombe gravement malade et meurt à bord du Péreire, le bateau qui devait l'emmener en France, où l'attendaient sa femme et ses filles. Grâce à l'intervention d'un prêtre catholique, le père Sorin, le corps n'est pas immergé dans l'océan mais rendu à la famille avant d'être inhumé au cimetière de Graceland.

## Legs
Newberry laisse une fortune évaluée à près de 5 millions de dollars. Son testament stipule que dans le cas où ses filles mouraient sans postérité, la moitié de son héritage serait dévolue à la ville de Chicago afin de financer la création, dans la partie nord de Chicago, d'une bibliothèque publique et gratuite, sur le modèle de l'Astor Library de New York.
Or, Mary Louise et Julia Rose Newberry survivent peu d'années à leur père, tandis que leur mère meurt à Paris en 1885 : la ville de Chicago entre ainsi finalement en possession d'un legs de 2.15 millions de dollars, qui lui permet de fonder la Newberry Library en 1887.